# Ейтор Вила-Лобос
Ейтор Вила-Лобос (на португалски: Heitor Villa-Lobos) е бразилски композитор, определян като най-значимата фигура в бразилската музика на 20 век.

## Биография
Вила-Лобос е роден на 5 март 1887 година в Рио де Жанейро в семейството на държавен чиновник. След смъртта на баща си през 1899 година започва да свири на виолончело, китара и кларинет в различни театри и киносалони, за да помага за издръжката на семейството си. Не получава формално образование и прекарва голяма част от младежките си години пътувайки из страната.
Ейтор Вила-Лобос започва да се занимава сериозно с композиция след 1912 година. Характерно за работата му е съчетаването на европейската традиция с местни фолклорни елементи, които с времето стават все по-съществени. През 20-те години прекарва дълги периоди в Париж, където оригиналните му композиции правят силно впечатление. При авторитарния режим на Жетулиу Варгас (1930 – 1946) той заема висши длъжности в администрацията и пише главно пропагандна патриотична музика. След падането на режима пътува често в чужбина, като пише по поръчка множество нови произведения.
Ейтор Вила-Лобос умира на 17 ноември 1959 година в Рио де Жанейро. Погребан е с държавни почести, като погребението му става последното важно официално събитие в града преди преместването на столицата в новопостроения град Бразилия.